# 杰尼亚绿洲

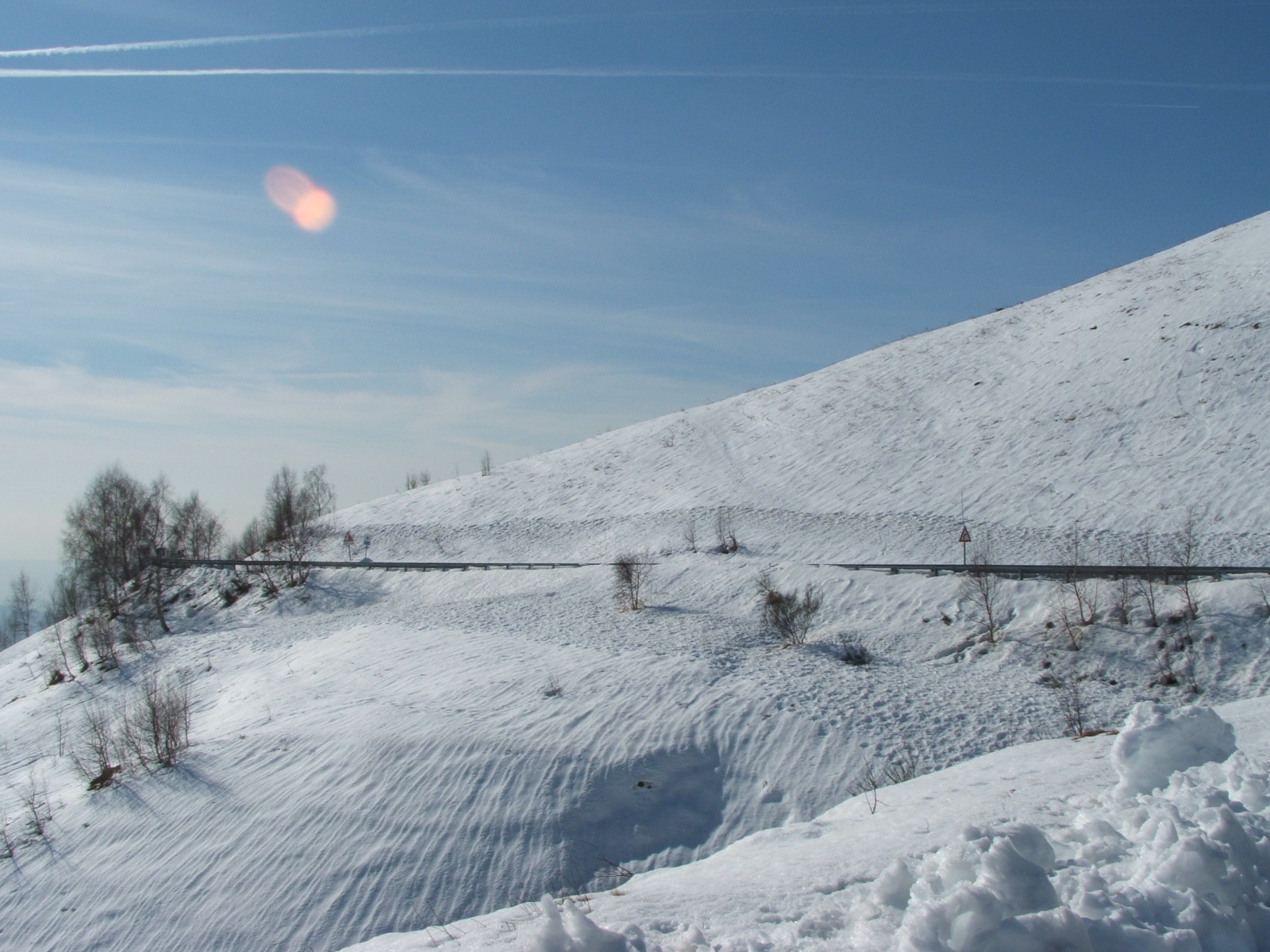
冬季的杰尼亚绿洲

杰尼亚绿洲（英語：Oasi Zegna）位于意大利皮埃蒙特大区比埃拉省，由特里韦罗杰尼亚工厂的创始人企业家埃梅内吉尔多·杰尼亚（Ermenegildo Zegna）创建，他希望为自己的村庄提供基础设施和公园。他还创造了一些旅游景点，如滑雪场和全景道路“Panoramica Zegna”。

## 历史
杰尼亚家族于1993年创建了杰尼亚绿洲自然公园。

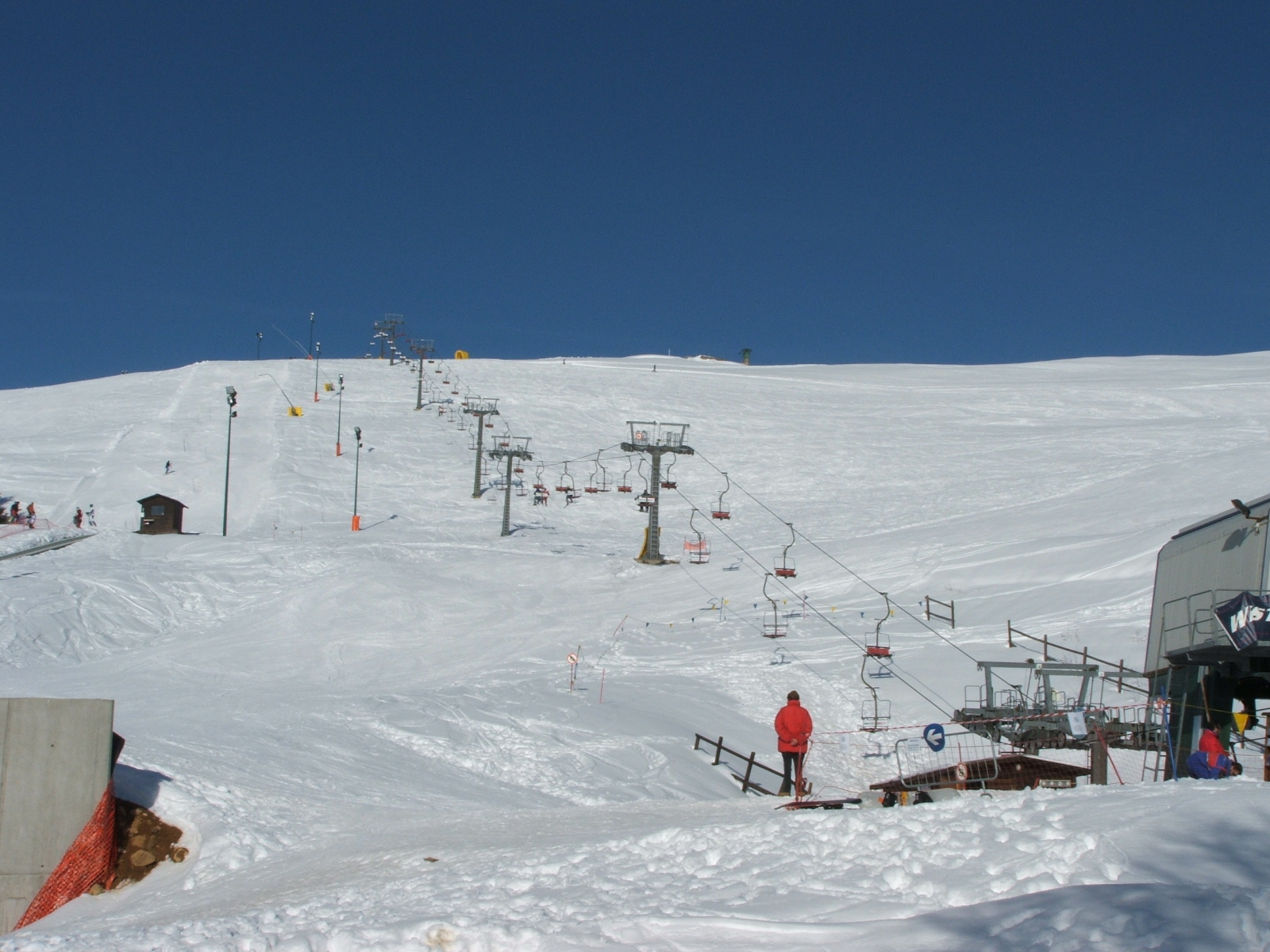
The ski area
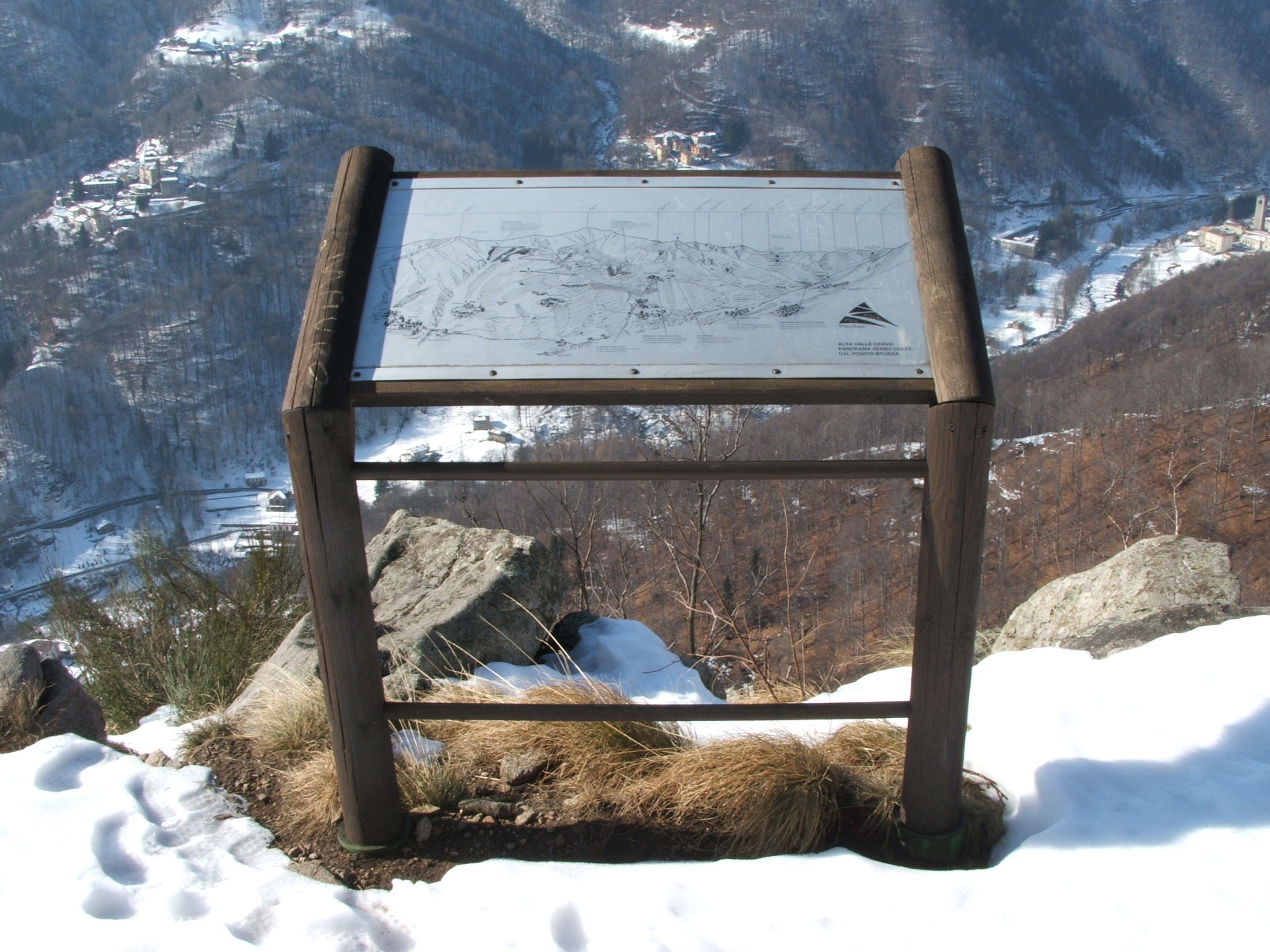
The Panoramica Zegna
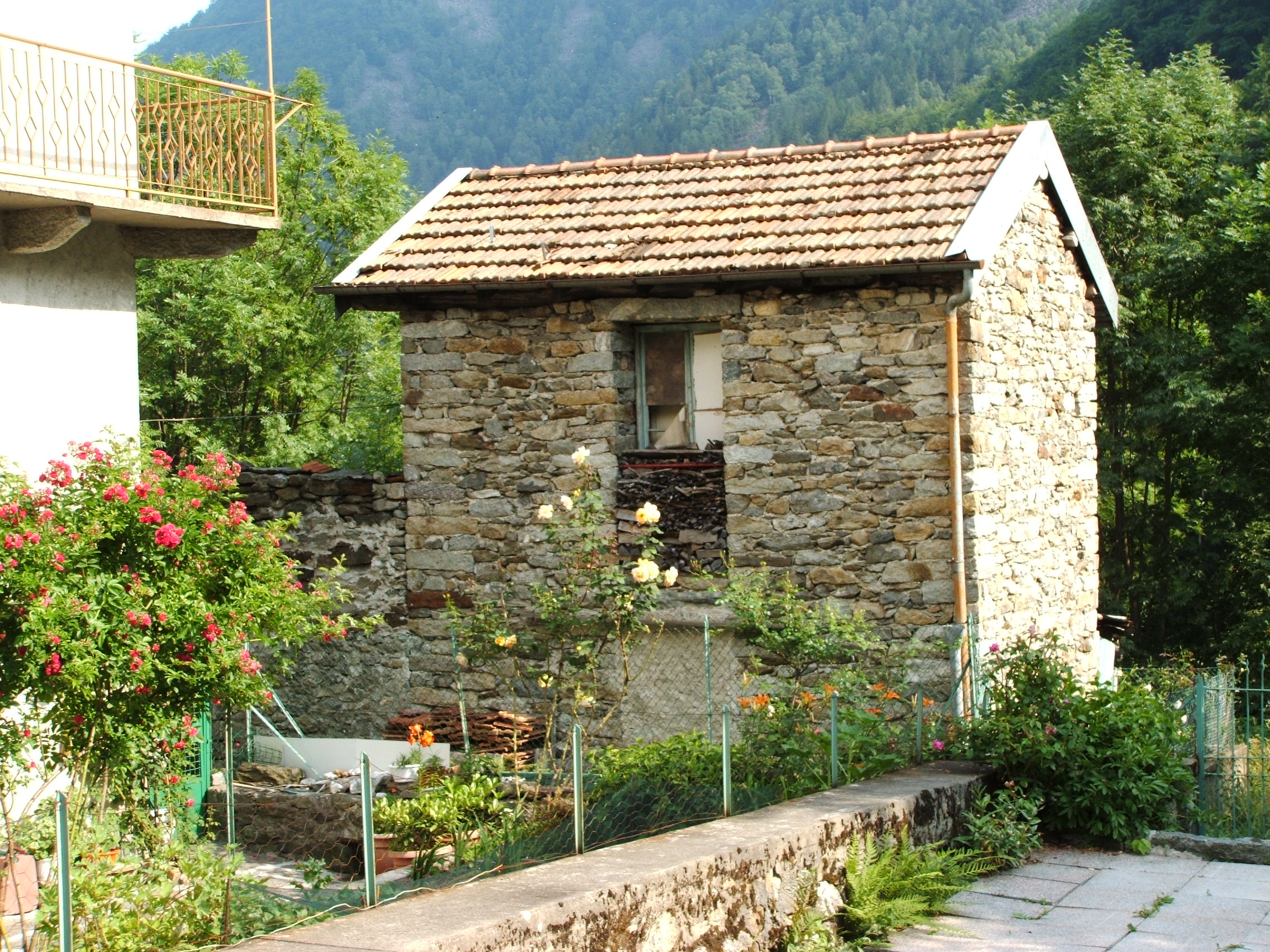
An old house in Cervo Valley
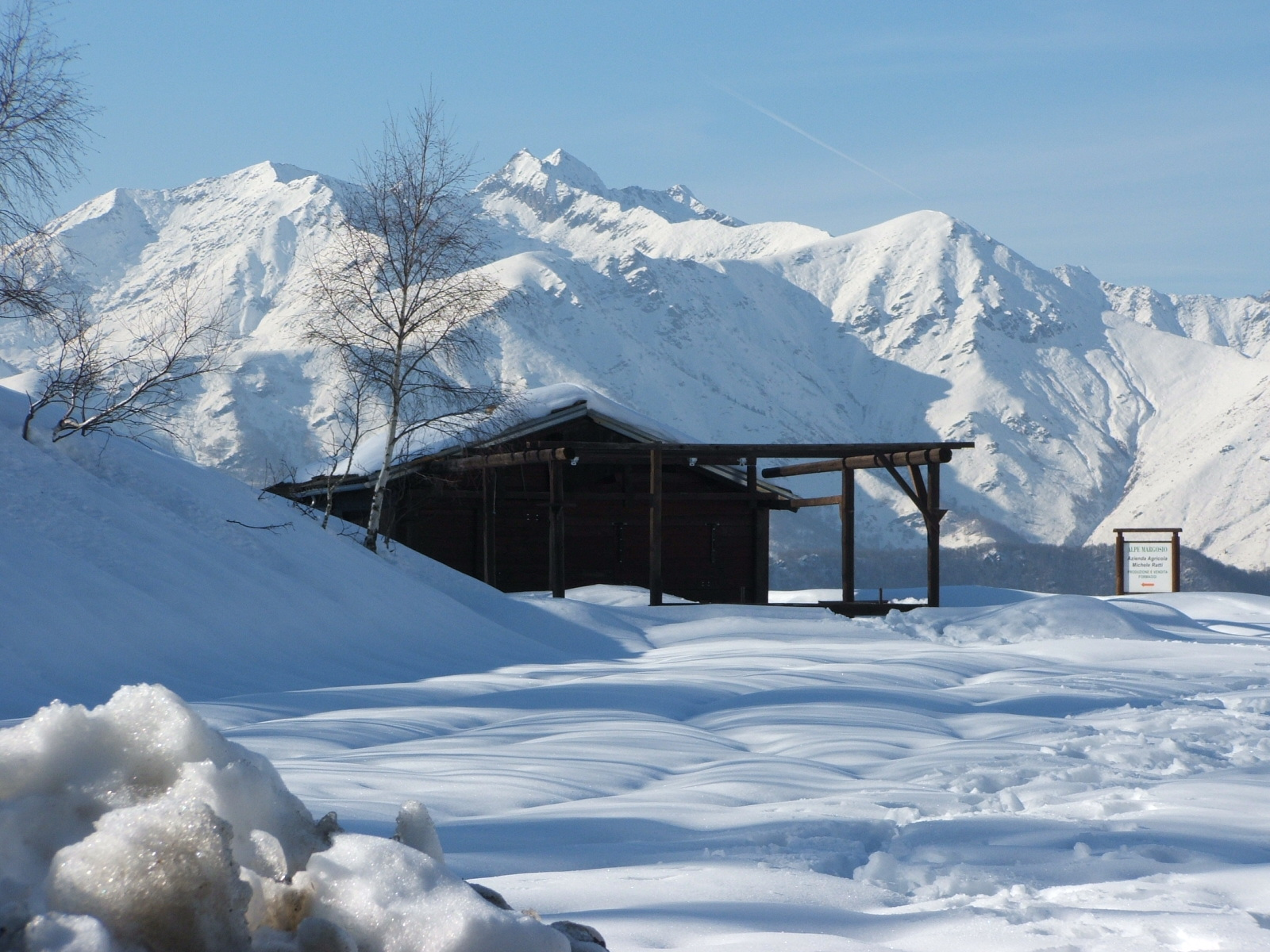
The Sessera Valley